# Memory Box
Memory Box és una pel·lícula dramàtica canadenca-libanesa-francesa escrita i dirigida per Joana Hadjithomas i Khalil Joreige. La pel·lícula és protagonitzada per Rim Turki, Manal Issa i Paloma Vauthier.
La pel·lícula es va estrenar al 71è Festival Internacional de Cinema de Berlín el març de 2021. Memory Box és la primera pel·lícula libanesa nominada, d'entre 15 pel·lícules, a la competició Berlinale en quatre dècades.

## Argument
La Maia, mare soltera, viu a Mont-real amb la seva filla adolescent, Alex. La nit de Nadal, reben un lliurament inesperat: quaderns, cintes i fotos que la Maia va enviar a la seva millor amiga del Beirut dels anys vuitanta. La Maia es nega a obrir la caixa o enfrontar-se als seus records, però l'Alex comença a submergir-s'hi en secret. Entre la fantasia i la realitat, Alex s'endinsa en el món de l'adolescència tumultuosa i apassionada de la seva mare durant la guerra civil libanesa, descobrint els misteris d'un passat ocult.

## Repartiment
- Rim Turki com a Maia Sanders adulta
- Manal Issa com a Maia Sanders jove
- Paloma Vauthier com a Alex Sanders
- Michelle Bado com a Michelle
- Rita Bado
- Rabih Mroué com a Raja
- Patrick Chemali com a Halim

## Tècnica
Conegut per les seves tècniques experimentals, el duet de cineastes va utilitzar el propi diari i cintes de Hadjithomas entre 1982 i 1988 i les fotografies de Joreige de la guerra civil libanesa per barrejar imaginació i realitat. "El metratge està degradat i ratllat. Les imatges es converteixen en breus narracions que recorden les històries fotogràfiques de les revistes per a adolescents de l'època. Altres seqüències tenen l'aspecte estilitzat d'un vídeo pop d'A-ha." escriu Allan Hunter per a ScreenDaily.

## Memòria
Reescriure la història contemporània i qüestionar el paper de la memòria en la fabricació d'imatges és un tema recurrent en l'obra artística i cinematogràfica de Hadjithomas i Joreige. La parella ha mostrat un especial interès per les traces de l'invisible i l'absent, les històries guardades en secret i les desaparicions durant la guerra civil libanesa, present en pel·lícules com A Perfect Day, en què Malek i la seva mare decideixen declarar oficialment mort el seu pare després de la seva desaparició durant 15 anys durant la guerra civil, i Je Veux Voir, on Catherine Deneuve, que es representa a si mateixa, s'enfronta a la devastació del Sud del Líban després dels conflictes militars del 2006. Deborah Young de The Hollywood Reporter descriu Memory Box com "una extensió reconeixible d'aquestes pel·lícules cerebrals" amb una història molt més fàcil de connectar i amb "l'elenc atractiu d'actrius fortes que amplia el seu atractiu".

## Estrena
L'11 de febrer de 2021, Berlinale va anunciar que la pel·lícula tindria la seva estrena mundial al 71è Festival Internacional de Cinema de Berlín a la secció Berlinale Competition, al març de 2021.

## Recepció
‘Memory Box’ té una qualificació del 90% a Rotten Tomatoes. Després de la seva estrena mundial a la 71a Berlinale, la pel·lícula va ser ressenyada per grans crítics i escriptors com Cirina Catania del US Times, que la van descriure com "Inesperada, perspicaz, dura, trista, alegre i plena d'amor, aquesta pel·lícula és una visió obligada". Jay Weissberg de Variety va escriure que "El tractament creatiu de la imatge de Hadjithomas i Joreige, inclosa la juxtaposició significativa de diferents calibres i textures, mai s'ha sentit tan accessible per al públic no acostumat a les pràctiques d'avantguarda i, tot i que aquesta és una pel·lícula profundament personal, tindrà una ressonància aclaparadora amb multitud d'espectadors"."Si bé per fora sembla que Memory Box explica una història familiar d'un fantasma del passat, la pel·lícula és en realitat molt més complexa que això. És una representació introspectiva, impactant i visualment inventiva de com la memòria, bona o dolenta, juga un paper important en la formació de nosaltres en el present. Hadjithomas i Joreige ho han tornat a fer", diu Reyzando Navara de Film Inquiry.

## Premis
- Nominat al primer premi de l'Ós d'Or a la 71a edició de la Berlinale.[12]